# П-915 «Купа»
| П-915 «Купа»               | П-915 «Купа»              | П-915 «Купа»              |
| -------------------------- | ------------------------- | ------------------------- |
| П-915 «Купа» P-915 «Kupa»  |                           |                           |
|                            |                           |                           |
|                            |                           |                           |
| Під прапором               | Югославія                 | Югославія                 |
| Спуск на воду              | 1987 рік                  | 1987 рік                  |
| Виведений зі складу флоту  | 2006 рік                  | 2006 рік                  |
| Проєкт                     |                           |                           |
| Основні характеристики     |                           |                           |
| Швидкість (надводна)       | 7 вузлів                  | 7 вузлів                  |
| Швидкість (підводна)       | 8 вузлів                  | 8 вузлів                  |
| Гранична глибина занурення | 120 м                     | 120 м                     |
| Автономність плавання      | 250 миль (на 3 вузлах)    | 250 миль (на 3 вузлах)    |
| Екіпаж                     | 4 моряки та 6 диверсантів | 4 моряки та 6 диверсантів |
| Розміри                    |                           |                           |
| Довжина найбільша (по КВЛ) | 18,82 м                   | 18,82 м                   |
| Ширина корпусу найб.       | 2,4 м                     | 2,4 м                     |
| Водотоннажність надводна   | 76,1 т                    | 76,1 т                    |
| Озброєння                  |                           |                           |
| Торпедно- мінне озброєння  | 4 донні міни              | 4 донні міни              |

П-915 «Купа» (серб. П-915 «Купа», хорв. P-915 «Kupa») — надмалий підводний човен ВМС Югославії 1980—2000-х років типу «Уна». За післявоєнною традицією, названий на честь ріки Купа.

## Історія служби
Підводний човен «Купа» був збудований у 1987 році на верфі «Brodogradilište specijalnih objekata» у Спліті. Ніс службу у складі ВМС Югославії.
У 1987 році поставлений на ремонт, який був припинений у 2003 році.
У 2006 році човен відійшов під юрисдикцію Чорногорії, у 2008 році проданий на злам.